# Claus Priesner
Claus Priesner, né le 4 novembre 1947 à Munich est un historien des sciences allemand. 

## Biographie
Après des études de chimie et l'obtention de son doctorat en 1977 portant sur le sujet Nucleophile und elektrophile substitutionsreaktionen am cyclopr, il travaille au Deutsches Museum. Outre des travaux faisant suite aux recherches de Hermann Staudinger, il effectue des études sur l'histoire de la chimie ainsi que l'exploitation minière. 
De 1984 à 2012, il est connu comme rédacteur spécialisé pour la Neue Deutsche Biographie sur le sujet des sciences naturelles, de la médecine, de la pharmacie, des mathématiques, de la cartographie, des voyages de recherche, de la technologie, des mines, de l'agriculture et de la sylviculture. Après avoir terminé son habilitation à Munich en 1997, il est nommé professeur à l'Université Louis-et-Maximilien de Munich en 2004.

## Publications
- H. Staudinger, H. Mark et K. H. Meyer, Thesen zur Größe und Struktur der Makromoleküle. Ursachen und Hintergründe eines akademischen Disputes, Verlag Chemie, Weinheim u. a., 1980
- Der wissenschaftliche Nachlass von Hermann Staudinger (1881–1965) im Deutschen Museum. Katalog (= Veröffentlichungen des Forschungsinstituts des Deutschen Museums für die Geschichte der Naturwissenschaften und der Technik), Forschungsinstitut des Deutschen Museums für die Geschichte der Naturwissenschaften und der Technik, Munich, 1982.
- avec Otto Krätz (de), Liebigs Experimentalvorlesung. Vorlesungsbuch und Kekulés Mitschrift, Verlag Chemie, Weinheim u. a., 1983
- Bayerisches Messing. Franz Matthias Ellmayrs Mößing-Werkh AO. 1780. Studien zur Geschichte, Technologie und zum sozialen Umfeld der Messingerzeugung im vorindustriellen Bayern, Steiner, Stuttgart, 1997
- avec Karin Figala, Alchemie. Lexikon einer hermetischen Wissenschaft, Beck, Munich, 1998 (ouvrage traduit en espagnol : Alquimia. Enciclopedia de una ciencia hermética, Herder, Barcelone, 2001 et en tchèque : Lexikon alchymie a hermetických ved, Vyšehrad, Prague, 2006
- Geschichte der Alchemie, Verlag C. H. Beck, 2011
- Chemie – Eine illustrierte Geschichte, Wissenschaftliche Buchgesellschaft, 2018